# Pimachiowin Aki
Pimachiowin Aki (ᐱᒪᒋᐅᐃᐧᓂᐊᑭ, übersetzt aus dem Ojibwe Land das Leben spendet) ist ein großes Biosphärenreservat und UNESCO-Welterbe, das in dem Gebiet der borealen Nadelwälder in Teilen von Ontario und Manitoba liegt. Es hat eine Fläche von rund 29.000 Quadratkilometern. Am 1. Juli 2018 erklärte die UNESCO das Gebiet zum kombinierten Weltnatur- und Weltkulturerbe.

## Entstehung des Vorschlags
Das Projekt wurde von fünf First Nations inklusive der Poplar River, der Little Grand Rapids, der Pauingassi, der Pikangicum und der Bloodvein First Nation unterstützt. Das Gebiet umfasst auch den Atikaki Provincial Wilderness Park in Manitoba und in Ontario den Woodland Caribou Provincial Park. Mit einer Gesamtfläche von rund 29.000 km2 entspricht dies in etwa der Fläche von Belgien. Der Vorschlag startete mit der Unterzeichnung der Protected Areas and First Nation Resource Stewardship im Jahr 2002 durch die First Nations Little Grand Rapids, Pauingassi, Poplar River and Pikangikum. Im Jahr 2004 setzte die Parks Canada im Namen der kanadischen Zentralregierung das Projekt unter den Kriterien (v), (vii), (ix), und (x) als gemischte Kultur- und Naturstätte auf die Tentativliste, die Kandidatenliste der als Welterbestätten vorgeschlagenen Objekte.

## Nutzen des Vorschlags
Die Pimachiowin Aki Corporation ist der Meinung, dass ein UNESCO-Welterbe-Status für die dort lebenden Menschen der First Nations viele Vorteile hätte. Beispielsweise für Gruppen, die nahe dem Gebiet leben, als Quelle neuen Selbstbewusstseins und auch eine größere weltweite Aufmerksamkeit. Die Pimachiowin Aki Corp. glaubt, dass so auch mehr Besucher aus aller Welt das Gebiet besuchen würden denen man durch Präsentationen die Kultur der Ureinwohner nahebringen könnte. Daneben entstünden Einrichtungen zur Versorgung der Besucher, Jobs durch geführte Touren, Angeltouren, Künstler, Personen die die Anishinabe-Kultur vermitteln könnten und Hilfe anderer Organisationen von Regierung, Wirtschaft und Freiwilligen um die Einrichtungen zu organisieren, auch um mehr sagen zu können, wie man das Land schützen und in Zukunft managen kann.

## Unterstützung durch die Regierung
Manitoba Hydro plante eine Bipole III genannte Stromtrasse durch das vorgesehene Gebiet. Einige Tage vor Ablauf seiner Amtszeit als Premierminister der Provinz Manitoba verlautbarte Gary Doer, dass die Regierung dem Treuhandfonds 10 Millionen Dollar zur Verfügung stellen werde, um eine UNESCO World Heritage Station auf der Ostseite des Winnipegsees zu errichten, womit zugleich die Nominierung gefördert werden sollte. Die NDP fürchtete, dass die Bipole-III-Trasse die Nominierung gefährden würde, die von größerem Nutzen für die First Nations wäre. Sie schlug stattdessen eine längere und teurere Routenführung durch den Westen von Manitoba vor, um die landschaftliche Unversehrtheit der Landschaft zu erhalten und auf diese Weise die Nominierung als UNESCO-Welterbestätte zu unterstützen.